# リム・ボン
リム ボン（1959年 - ）は、日本の都市社会学者。立命館大学産業社会学部現代社会学科教授。工学博士（京都大学）・一級建築士。京都市主催「京都市国際コンペ -21世紀・京都の未来-」最優秀賞(1998)。エデュテインメント・コンテスト京都府特別賞（知事賞）受賞(2000)。京都市出身。
専門は都市政策論/地域デザイン・都市社会学、建築設計・住宅政策、まちづくり・マイノリティコミュニティなど。

## 略歴
1982年摂南大学工学部建築学科卒業。1984年大阪工業大学大学院工学研究科建築学専攻修士課程修了。1989年京都大学大学院工学研究科建築学第二専攻博士課程修了、工学博士（京都大学）。その間、1988年日本学術振興会特別研究員。ハーバード大学客員研究員、1990年京都大学工学部助手などを経て、1993年に立命館大学に着任。産業社会学部助教授を経て、2002年同学部教授。2007年同学部現代社会学科教授。
主な所属学会は、日本都市計画学会、都市住宅学会、日本建築学会。

## 著書

### 単著
- 『新三世代交流コミュニティ-地域が家族を救うとき-』<高齢者運動ブックス（5）>（自治体研究社、 1998年）

### 共著
- 『公営住宅・居住者運動の歴史と展望』（荻田武との共著、法律文化社、1989年 ）
- 『町衆企業とコミュニティ』（高菅出版、2001年）
- 『躍動するコミュニティ －マイノリティの可能性を探る－』（晃洋書房、2008年）

### 分担執筆
- 住環境の計画編集委員会編『住環境の計画<5>/住環境を整備する』（彰国社、1991年 ）
- 『京都・素顔の住宅地』（淡交社、1995年）
- 『まちづくりコーディネーター』（編著、学芸出版社、2009年）